# Birsalmasajt

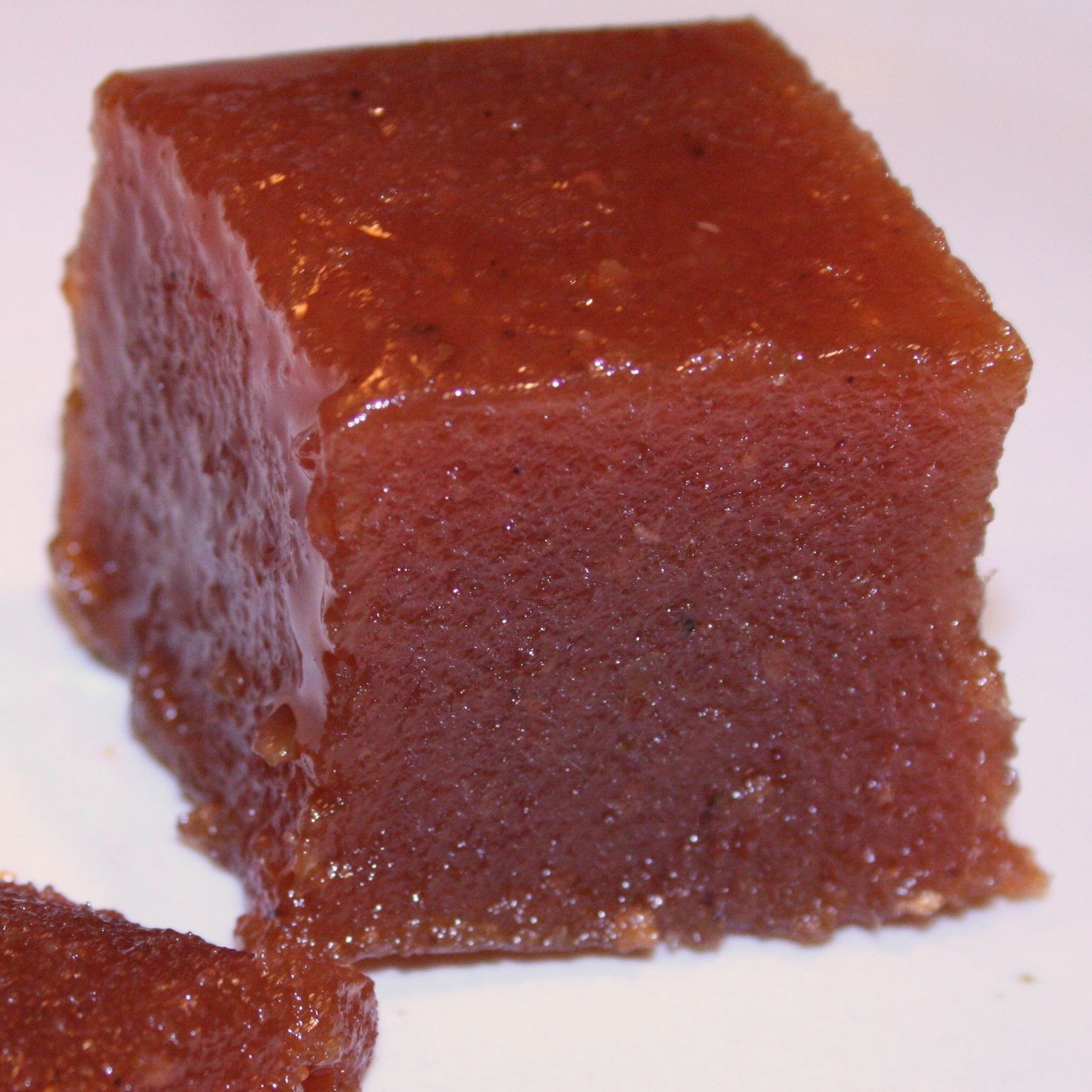
Birsalmasajt

A birsalmasajt birsalma alapú, édes ízvilágú, sűrű állagú, desszert jellegű készítmény, a gyümölcssajtok egyik jellemző típusa. Elkészítése egyszerű és mélyhűtés nélkül is több hónapig eltartható, ezért hagyományosan az egyik legrégebbi édesség Magyarország területén. Méliusz Juhász Péter már 1578-ban feljegyezte a birsalmasajt készítési módját és írt annak gyógyító tulajdonságairól is.

## Elkészítése
A legegyszerűbb változatban a birsalmát megfőzik, amíg kásaszerű állagot nem nyer el, majd cukorral és fahéjjal ízesítve további 1-2 órán át főzik, míg a színe sötét, borszínű nem lesz. Eközben tört dióbelet is szórhatnak bele, majd sütőbe teszik, ahol további 1-2 óráig szárítjuk. Ezek után a birsalmasajt nemcsak fogyaszthatóvá, de egyúttal hosszabb időre tárolhatóvá is válik.

## Összetevői és azok élettani hatásai
A birsben található pektin serkenti a vérkeringést és segíti a szervezet méregtelenítését. Az antocián baktériumölő hatású. Különlegesen magas P-vitamin-tartalma gátolja az öregedési folyamatokat, és elősegíti a C-vitamin hatásának kifejtését. Kiváló A-, B1-, B2-, B3-, C- és E-vitaminforrás. Gazdag ásványi anyagokban (réz, vas, kálium, foszfor).